# Java Workstation
Ne doit pas être confondu avec JavaStation.
Java Workstation est une gamme de stations de travail vendue par Sun Microsystems entre 2004 et 2006. Basée sur les processeurs AMD Opteron, elle remplaçait la gamme Sun Blade. C'était la première gamme de stations de travail basées sur l'architecture x86 produite par Sun (hormis la fugace Sun386i (en) à la fin des années 1980). 
Les systèmes d'exploitation prévus étaient Solaris, Red Hat Enterprise Linux WS ou SUSE Linux Enterprise Server 9. Le nom « Java Workstation » renvoyait aux stations de travail destinées à faire fonctionner Java Desktop System, un environnement de bureau basé sur GNOME.
La gamme Java Workstation a été remplacée à partir de 2005 par les stations de travail Ultra 20 et Ultra 40 (en).

## Modèles
| Modèle                  | Code | Nom de code  | Processeur(s)                          | Vitesse d'horloge (GHz)   |
| ----------------------- | ---- | ------------ | -------------------------------------- | ------------------------- |
| Java Workstation W1100z | A58  | Metropolis1P | Un Opteron 144, 146, 148 or 150        | 1.8, 2.0, 2.2 or 2.4      |
| Java Workstation W2100z | A59  | Metropolis2P | Deux Opteron 244, 246, 248, 250 or 252 | 1.8, 2.0, 2.2, 2.4 or 2.6 |